# Aéroport de Mirim
L'aéroport de Mirim, également connu sous le nom d'aérodrome de Pyongyang Est, ou base aérienne K-24, est un aéroport situé à Mirim-dong, dans l'arrondissement de Sadong-guyok, dans la région de Pyongyang-si, en Corée du Nord.

## Installations
L'aéroport dispose d'une seule piste en béton orientée 09/27 mesurant 1 314 mètres de long pour 21 de large. Il est situé le long du fleuve Taedong, à l’est de la capitale Pyongyang. Il dispose de plusieurs voies de circulation, mais les anciennes installations de la base aérienne ne sont plus utilisées pour le trafic aérien. Le site est depuis devenu un lieu de rassemblement pour les grands défilés de la capitale,.
Au nord de l'ancien aéroport se trouve une piste de 200 mètres avec deux héliports et une seule structure.
Une nouvelle installation composée d'une seule piste est construite en 2016 située. Le Mirim Air Club exploite des aéronefs ultralégers motorisés depuis l'aérodrome pour des visites de la ville, qui débutent en 2016.
Les répétitions de tous les défilés militaires ont généralement lieu 3 à 6 semaines avant le défilé proprement dit au centre d'entraînement Mirim Parade, situé à l'est est de la base,,.

## Historique

### Guerre de Corée
Après la prise de Pyongyang le 19 octobre 1950, la base aérienne est mise en service par les forces des Nations unies. L'armée de l'air américaine désigne la base sous le nom de "K-24".
Les unités de l'Air Force stationnées sur la base comprennent:
- La 18th Fighter-Bomber Wing qui emploie des F-51 du 22 novembre au 5 décembre 1950[8],
- Le détachement F du 3rd Air Rescue Squadron[9],
- La 6002nd Tactical Support Wing[8].

Les unités des Nations unies stationnées sur la base comprennent:
- Le 2 Squadron SAAF (en) qui emploie des F-51[8].

Les forces des Nations unies abandonnent la base le 5 décembre 1950 dans le cadre de l'évacuation de Pyongyang lors du retrait de l'Organisation des Nations unies de Corée du Nord. Le 10 décembre 1950, des B-29 bombardent l'installation avec des bombes hautement explosives.

### Après-guerre
En mai 1952, la 272e unité de construction de l'armée de l'air nord-coréenne, sous la direction de conseillers soviétiques, reçoit l'ordre d'allonger la piste.